# Battle Line Rivalry
Battle Line Rivalry est le nom donné à une rivalité dans le football américain universitaire opposant l'équipe des Razorbacks de l'université de l'Arkansas basée à Fayetteville et les Tigers de l'université du Missouri basée à Columbia.
Ce nom fait référence à la frontière (une ligne droite) entre les deux États divisant le Nord et le Sud pendant la Guerre de Sécession
Les équipes se sont rencontrées quinze fois depuis novembre 1906 et à deux occasions lors d'un bowl soit à l'occasion de l'Independence Bowl 2003 et du Cotton Bowl Classic 2008.
Même si le premier match a lieu en 1906, la rivalité réellement devenue vivante en 2014 avec le trophée Battle Line décerné pour la première fois en 2015.

## Histoire
La première rencontre entre les Razorbacks et les Tigers a lieu en 1906. Missouri gagne 11 à 0 à domicile. Les deux équipes se sont ensuite affrontées lors de matchs hors conférence de la saison régulière en 1944 et 1963 et ensuite deux fois à l'occasion d'un bowl en 2003 et 2008.
Les deux universités se retrouvent dans la Southeastern Conference (SEC) en 2014 pour ensuite se rencontrer chaque année, le lieu des matchs changeant chaque année entre Fayetteville et Columbia. De 2014 à 2019, les rencontres ont lieu à l'occasion du Black Friday mais l'édition 2020 est reportée à la semaine suivante à la suite de la pandémie de Covid-19.
Depuis la saison 2015, le vainqueur du match se voit décerner le trophée Battle Line. Ce sont les Razorbacks qui remportent le match de 2015 sur le score de 28 à 3. Les Tigers obtiennent leur revanche la saison suivante et, après avoir surmonté un déficit de 24 à 7 à la mi-temps, gagnent 28 à 24 à domicile. En 2017, les Tigers conservent le trophée en gagnant 48 à 45 à la suite d'un field goal de 19 yards réussit à la dernière seconde par le kicker Tucker McCann (en).

## TrophéeBattle Line
Depuis la saison 2015, le vainqueur du match de rivalité reçoit un trophée en argent représentant les contours des deux États, leur frontière commune étant une ligne horizontale sur laquelle sont inscrits les mots « Battle Line ».

## Palmarès
Le classement des équipes dans les tableaux ci-dessous est celui de l'Associated Press avant la saison 2014 et celui du comité du College Football Playoff depuis 2014.
| Arkansas (4)                   | Missouri (11)             | Annulés par la NCAA (1)   |                           |
| Plus large victoire            | Missouri, 38–0 (2018)     | Missouri, 38–0 (2018)     | Missouri, 38–0 (2018)     |
| Plus longue série de victoires | Missouri, 5 (2016–2020)   | Missouri, 5 (2016–2020)   | Missouri, 5 (2016–2020)   |
| Série en cours sans défaite    | Missouri, 3 (depuis 2022) | Missouri, 3 (depuis 2022) | Missouri, 3 (depuis 2022) |
| Trophée                        | Missouri (7) Arkansas (2) | Missouri (7) Arkansas (2) | Missouri (7) Arkansas (2) |

| N° | Date              | Lieu            | Vainqueur       | Score |
| -- | ----------------- | --------------- | --------------- | ----- |
| 01 | 10 novembre 1906  | Columbia        | Missouri        | 11–0  |
| 02 | 23 septembre 1944 | St. Louis       | Arkansas        | 07–06 |
| 03 | 8 septembre 1963  | Little Rock     | Missouri        | 07–06 |
| 04 | 31 décembre 2003  | Shreveport      | Arkansas        | 27–14 |
| 05 | 1er janvier 2008  | Dallas          | No. 7 Missouri  | 38–07 |
| 06 | 28 novembre 2014  | Columbia        | No. 17 Missouri | 21–14 |
| 07 | 27 novembre 2015  | Fayetteville    | Arkansas        | 28–03 |
| 08 | 25 novembre 2016  | Columbia        | Missouri        | 28–24 |
| 09 | 24 novembre 2017  | Fayetteville    | Missouri        | 48–45 |
| 10 | 23 novembre 2018  | Columbia        | Missouri        | 38–0  |
| 11 | 29 novembre 2019  | Little Rock, AR | Missouri        | 24–14 |
| 12 | 5 décembre 2020   | Columbia        | Missouri        | 50–48 |
| 13 | 26 novembre 2021  | Fayetteville    | No. 25 Arkansas | 34–17 |
| 14 | 25 novembre 2022  | Columbia        | Missouri        | 29–27 |
| 15 | 24 novembre 2023  | Fayetteville    | No. 8 Missouri  | 48–14 |
| 16 | 30 novembre 2024  | Columbia        | Missouri        | 28-21 |

Notes :
1. ↑  Toutes les victoires des saisons 2015 et 2016 ont été annulées par le NCAA[8].

## Articles annexes
- Liste des matchs de rivalité en football américain universitaire de la NCAA